# Соломоновы острова (архипелаг)
Соломоновы острова (англ. Solomon Islands) — архипелаг в Тихом океане, к востоку от Новой Гвинеи, составная часть Меланезии.

## Географическое положение
Представляет собой архипелаг, расположенный между 5 и 11 градусами ю. ш., протяжённостью 1670 км; включает 992 острова (из них 347 обитаемых), 10 больших вулканических и гористых островов и 4 группы малых островов. Острова в большинстве вулканического происхождения, но есть немного атоллов. С юго-запада архипелаг омывается Коралловым морем, с северо-востока — Тихим океаном. Ближайший соседний архипелаг — Вануату (Новые Гебриды).
Самый большой остров — Бугенвиль (9318 км²).
Большие острова гористы. Высшая точка — 2715 м над уровнем моря (гора Балби на острове Бугенвиль).
Острова расположены в активной сейсмической зоне, здесь часты землетрясения; имеются действующие вулканы.

## Этимология
Соломоновы острова названы в честь библейского царя Соломона. Это связано с тем, что испанский мореплаватель Альваро Менданья де Нейра, который обнаружил их в 1568 году и считается первым европейцем, ступившим на землю Соломоновых островов, обнаружил золото у местных аборигенов, поэтому и решил назвать эти острова Соломоновыми, подразумевая тем самым «Золотую страну Соломона».

## Принадлежность островов
Крупнейшие острова:
- Бука и Бугенвиль — политически относятся к Папуа — Новой Гвинее (Северные Соломоновы острова);
- остальные — Шуазёль, Малаита, Санта-Исабель, Сан-Кристобаль, Нью-Джорджия, Реннелл, Гуадалканал — составляют отдельное государство — Соломоновы Острова в составе Британского Содружества наций.

## Климат
Климат экваториальный, субэкваториальный, влажный, жаркий. Дневная температура в течение года варьируется от +21 °C зимой до +32 °C летом (декабрь-февраль). С конца мая до начала декабря — сухой сезон; дожди бывают, но они непродолжительны. С середины декабря до середины мая — влажный сезон, при этом повышаются температура и влажность воздуха (до 90 %). Среднегодовое количество осадков — 2300—2500 мм в год, достигает 5000 мм на юге острова Гуадалканал. Меньше всего осадков в Хониара — 2154 мм (это самое сухое место в стране).
С мая по октябрь действует юго-восточный пассат, с декабря по март — северо-западный экваториальный муссон. Циклоны чаще всего бывают в январе-апреле.

## Природа
Бо́льшая часть (79 %) территории островов покрыта густыми влажными экваториальными лесами (пальмы, фикусы и др.), отдельные деревья, например представители вида агатис крупнолистный (Agathis macrophylla), достигают высоты 40—50 м. В более сухих местах встречаются саванны. На морских побережьях есть мангровые леса и болота. Реки короткие, но многоводные.
Животный мир: крысы, летучие мыши, крокодилы, ящерицы, змеи, гигантские лягушки, в частности Сornufer guppyi, дикие голуби, попугаи и др. (на Соломоновых островах обитают 173 вида птиц). Много крупных бабочек, в частности орнитоптера королевы Виктории (Ornithoptera victoriae), орнитоптера приам (Ornithoptera priamus urvillianus). В прибрежных водах обитают дельфины, акулы, зелёные черепахи, гигантские угри, марлин, тунец, барракуда.
Растительный мир: на Соломоновых островах растёт более 4500 видов растений (в том числе 230 видов орхидей). Распространены вечнозелёные деревья: сумаи, гибискус, американская виноградная лоза, саговые пальмы, налато.
Из полезных ископаемых на островах есть бокситы, фосфаты, медь, золото, серебро, никель. Население занято главным образом сельским хозяйством, рыболовством, лесоразработками. Возделывают кокосовую пальму, ананасы, дерево какао, хлопчатник. Длина дорог с твёрдым покрытием — 470 км.
Южная часть острова Реннелл включена в список Всемирного наследия ЮНЕСКО.

## История
Острова открыты в 1568 году испанцами Альваро Менданья и Сармьенто де Гамбоа.
С марта 1893 года до июля 1978 года часть островов являлись колониальным владением Британской империи.
В ходе второй мировой войны на архипелаге имели место боевые действия высокой интенсивности. Разминирование архипелага от неразорвавшихся боеприпасов и других взрывоопасных предметов продолжалось до конца 2019 года.

## Население
Среди населения преобладают меланезийцы, говорящие на австронезийских языках (600 тысяч), есть папуасы (100 тысяч), полинезийцы (6 тысяч), микронезийцы (2 тысячи). Живут также немного европейцев.

## В художественной литературе
- Джек Лондон, «Страшные Соломоновы острова» (1908).